# Kasr El Harit
Kasr El Harit (arabisch قصر الحارث, DMG Qaṣr al-Ḥāriṯ) ist eine kleine Stadt im Herzen der ägyptischen Wüste, in der Nähe des Nils. Es ist ein Ort von historischer Bedeutung, denn im Jahr 1900 wurde dort ein Scutum (eine Art römisches Schild) ausgegraben.